# Aporellula
Aporellula är ett släkte av svampar. Aporellula ingår i divisionen sporsäcksvampar och riket svampar.